# Нюренсдорф
Нюренсдорф (нім. Nürensdorf) — громада  в Швейцарії в кантоні Цюрих, округ Бюлах.

## Географія
Громада розташована на відстані близько 110 км на північний схід від Берна, 12 км на північний схід від Цюриха.
Нюренсдорф має площу 10 км², з яких на 21,9% дозволяється будівництво (житлове та будівництво доріг), 46,8% використовуються в сільськогосподарських цілях, 31,3% зайнято лісами, 0% не є продуктивними (річки, льодовики або гори).

## Демографія
2019 року в громаді мешкало 5602 особи (+8,1% порівняно з 2010 роком), іноземців було 16,8%. Густота населення становила 558 осіб/км².
За віковим діапазоном населення розподілялося таким чином: 18,9% — особи молодші 20 років, 59,5% — особи у віці 20—64 років, 21,5% — особи у віці 65 років та старші. Було 2469 помешкань (у середньому 2,3 особи в помешканні).
Із загальної кількості 1031 працюючого 42 було зайнятих в первинному секторі, 309 — в обробній промисловості, 680 — в галузі послуг.